# Tettautal - Klettnitzgrund
Tettautal - Klettnitzgrund este o arie protejată (arie specială de conservare — SAC, sit de importanță comunitară — SCI) din Germania întinsă pe o suprafață de 152 ha, integral pe uscat.

## Localizare
Centrul sitului Tettautal - Klettnitzgrund este situat la coordonatele 50°24′51″N 11°14′44″E / 50.4142°N 11.2456°E.

## Înființare
Situl Tettautal - Klettnitzgrund a fost declarat sit de importanță comunitară în septembrie 2000 pentru a proteja 11 specii de animale. Situl a fost protejat și ca arie specială de conservare în iulie 2008.

## Biodiversitate
Situată în ecoregiunea continentală, aria protejată conține 10 habitate naturale: Cursuri de apă de la nivel de câmpie la nivel montan, cu vegetație Ranunculion fluitantis și Callitricho-Batrachion, Pajiști uscate europene, Formațiuni ierboase bogate în specii de Nardus, dezvoltate pe substraturi silicioase în zone montane (și în zone submontane, în Europa continentală), Liziere de ierburi înalte hidrofile de câmpie și de nivel montan până la alpin, Fânețe montane, Pante stâncoase silicioase cu vegetație casmofită, Păduri de fag Luzulo-Fagetum, Păduri de fag Asperulo-Fagetum, Păduri pe pante, grohotișuri și ravene de Tilio-Acerion, Păduri aluvionare cu Alnus glutinosa și Fraxinus excelsior (Alno-Padion, Alnion incanae, Salicion albae).
La baza desemnării sitului se află mai multe specii protejate:
- păsări (10): minunița (Aegolius funereus), pescăruș albastru (Alcedo atthis), fâsă de luncă (Anthus pratensis), barză neagră (Ciconia nigra), ciocănitoare neagră (Dryocopus martius), becațină comună (Gallinago gallinago), ciuvică (Glaucidium passerinum), sfrâncioc roșiatic (Lanius collurio), ciocârlie de pădure (Lullula arborea), mărăcinar (Saxicola rubetra)
- nevertebrate (1): phengaris nausithous (Maculinea nausithous)

Pe lângă speciile protejate, pe teritoriul sitului au mai fost identificate 2 specii de amfibieni, 2 specii de mamifere, 24 de specii de nevertebrate, 2 specii de pești, 2 specii de reptile.